# Liste der geschützten Landschaftsbestandteile in Delmenhorst
In der kreisfreien Stadt Delmenhorst gibt es einen ausgewiesenen geschützten Landschaftsbestandteil.
| Baumschutzsatzung Stadt Delmenhorst            |  | GLB DEL 00001 | Delmenhorst | ⊙ |  | 20. Jan. 2004 |
| Legende für Geschützter Landschaftsbestandteil |  |               |             |   |  |               |